# Félisten

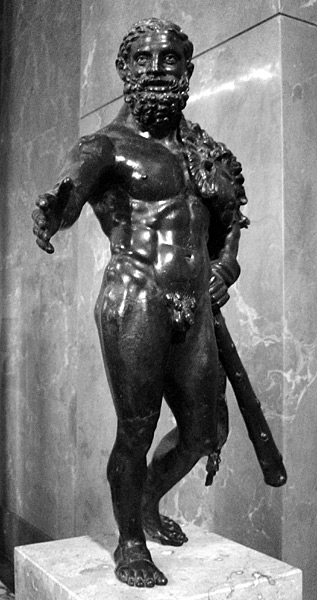
Az egyik legismertebb félisten, Héraklész

A félistenek természetfeletti lények a mitológiákban. A kifejezést különböző módokon használják a különböző kultúrákban, lehet egy egyén, aki a halála után elért egy magas rendű, ún. fél-isteni állapotot vagy egy kisebb istenség. Átvitt értelemben olyan személy leírására használják, akinek tehetsége vagy képességei isteninek tűnnek.

## Híres félistenek
Az ókori Közel-Kelet, továbbá a görög és római mitológia híres félistenei:
- Héraklész
- Perszeusz
- Próteusz
- Akhilleusz
- Helené
- Romulus és Remus
- Gilgames
- Memnón
- Aiakosz
- Aiétész
- Szarpédón
- Dardanosz

## Görög mitológia
A görög mitológiában olyan lények, akiknek egyik szülőjük isten, a másik „közönséges halandó”. Az ókori görögök szerint a félistenek is hordoznak valami természetfeletti tulajdonságot vagy erőt, és éppen ezért kiemelkednek az egyszerű emberek közül. A legtöbb görög férfi félisten hérosz lett, például Héraklész és Akhilleusz. Ebben a kultúrkörben a félistenek a félvérek közé tartoznak.[forrás?]

## Hinduizmus
A hinduizmus az emberfeletti erők megszemélyesítéseit, jelképeit nem ísvaráknak, hanem déváknak mondja. Félisteneknek is nevezik őket. Azért félistenek, mert csak félig istenek, azaz egyikőjükre sem igaz, hogy az Istenség Teljes személyisége volna. Egyikük sem istenség, hanem az istenségnek alávetett, ugyanakkor nagy erővel felruházott lények, akik különleges hatalmat kaptak az univerzum irányításában. Ugyanakkor nagy részük önálló kultusszal rendelkezik, legalábbis tisztelet tárgya. Többségük dél-indiai és igen ősi eredetű.
- déva (hinduizmus)
- hindu panteon

## Buddhizmus
Buddha elfogadta az istenek és félistenek létezését, ám szerinte istennek és félistennek lenni annyi, mint magasabb és jobb formában létezni.
- aszúra (buddhizmus)
- déva (buddhizmus)
- buddhista kozmológia

## Afrikai vallások

### Joruba vallás
- Olódùmarè és az orisák